# 벌교경찰서
벌교경찰서(筏橋警察署, Beolgyo Police Station)는 1948년에 설치된 전라남도 경찰국 산하의 경찰서이다. 1955년에 폐지되었다.

## 관할구역
폐지 전에 관할했던 구역은 1읍 6면이다.